# Via Banchi di Sotto

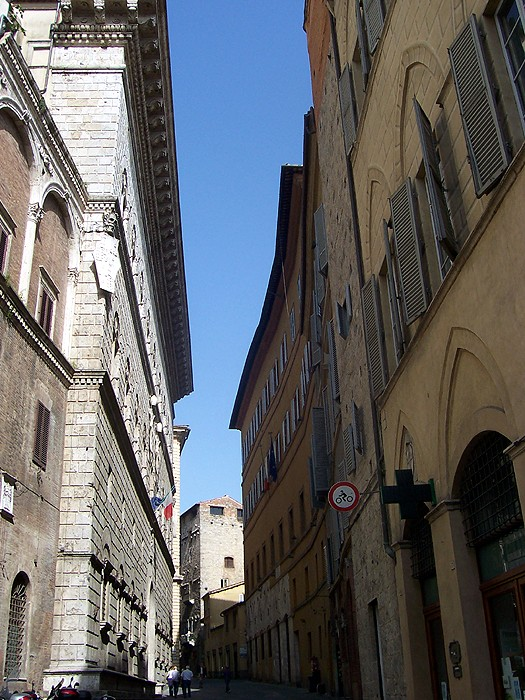
La Via Banchi di Sotto juste en dessous du Palazzo Piccolomini (à gauche) et la Torre dei Guastelloni au fond.

La via Banchi di Sotto (littéralement la « rue des banques du bas ») est une rue du centre historique de Sienne en Toscane qui appartient à un des trois Terzi de la cité, celui de  San Martino. Elle  circule depuis le Nord  en  prolongeant vers le bas la via Banchi di Sopra  commençant à la Croce del Travaglio (où se trouve la  Loggia della Mercanzia), pour se terminer à la  Logge del Papa, devenant dans son prolongement la  via Pantaneto, puis la via Romana vers la Porta Romana.

## Histoire
Elle correspond   au passage de la  via Francigena dans le cœur de Sienne, se dirigeant depuis Florence par la Porta Camollia, vers Rome par la  Porta Romana.

## Architecture
Elle est bordée de palais  médiévaux comme 
- le Palazzo Piccolomini, siège des Archives d'État de Sienne à l'angle de la via Rinaldini (d'où l'on aperçoit la Torre del Mangia).
- la Torre dei Guastelloni à l'angle de la  via delle Donzelle.

Contournant la Piazza del Campo, plusieurs palais de la place ont une façade arrière sur cette rue (le Palazzo Sansedoni...)